# Łuka Pałamarczuk
Łuka Fomicz Pałamarczuk (ros. Лука Фомич Паламарчук, ukr. Лука Хомич Паламарчук, ur. 6 września?/19 września 1906, zm. 2 stycznia 1986) – radziecki polityk i dyplomata, w latach 1954–1965 ministrem spraw zagranicznych Ukraińskiej SRR.

## Życiorys
Od 1928 należał do WKP(b), w latach 1952–1954 był zastępcą ministra i od 17 czerwca 1953 do 11 maja 1954 p.o. ministra, a od 11 maja 1954 do 13 sierpnia 1965 ministrem spraw zagranicznych Ukraińskiej SRR. Od 21 stycznia 1956 do 15 marca 1966 był zastępcą członka KC KPU, od 13 sierpnia 1965 do 25 października 1972 pełnił funkcję ambasadora ZSRR w Maroku.